# Haymo (Breslau)
Haymo (auch: Imisław; † 1126) war Bischof von Breslau.

## Leben
Über die Herkunft des Bischofs Haymo und sein bischöfliches Wirken ist wenig bekannt. Das religiöse Leben war zu dieser Zeit vermutlich nur auf den landesherrlichen Burgen, in den Kastellaneien und in den Klöstern verbreitet. Während Haymos Amtszeit gründete der Breslauer Kastellan Peter Włast das Kloster St. Vinzenz auf dem Elbing, das mit reichem Grundbesitz ausgestattet und mit Benediktinermönchen, wahrscheinlich aus Metz, besiedelt, bald aber in ein Prämonstratenserkloster umgewandelt wurde.